# Estádio Único Madre de Ciudades
O Estádio Único Madre de Ciudades, também chamado simplesmente de Estádio Único, é um estádio de futebol localizado na cidade de Santiago del Estero, na Argentina. Inaugurado oficialmente em 4 de março de 2021, o estádio foi originalmente projetado para ser uma das sedes oficiais da Copa América 2021, antes da desistência da Argentina de sediar a competição. Conta com capacidade máxima para 30 000 espectadores.

## Histórico
Em 13 de abril de 2018, o governador de Santiago do Estero, Gerardo Zamora, junto ao presidente da AFA, Claudio Tapia, apresentaram o projeto do novo estádio único provincial e oficializaram sua construção. Ambas autoridades assinaram um convênio para que o estádio seja a sede de jogos das Eliminatórias para a Selecção de futebol de Argentina e também seja postulado como um dos palcos da Copa América 2020, pois Argentina junto a Colômbia foram os países selecionados para realizar o torneio.
Ademais o estádio tem como principal propósito ser uma das hipotéticas subsedes da Copa Mundial de Futebol de 2030 em caso que a candidatura sudamericana seja eleita como sede ganhadora pela FIFA.
Finalmente, em 3 de dezembro de 2019, o Estádio Único de Santiago do Estero foi confirmado novamente como sede durante o sorteio da Copa América 2020. O estádio receberá o partido entre as selecções de futebol de Uruguai e Paraguai em 30 de junho desse ano.

## Características
No ano 2010, o arquiteto e ex presidente do clube Estudiantes de la Plata, Enrique Lombardi, criou o projeto que foi o ganhador num concurso. O estádio foi concebido num prédio localizado sobre a região Norte da cidade de Santiago do Estero, na beira do rio Doce. O terreno encontra-se rodeado pela Ponte Carretero, o Jardim Botânico da cidade e está ligado com o trem ao Desenvolvimento mediante uma estação.
O projeto consta de um estádio cilíndrico com tribunas totalmente cobertas, cuja capacidade é de 28.000 espectadores sentados. Inclui setores VIP, espaços para restaurantes e um estacionamiento coberto com uma capacidade para 400 automóveis; será um dos mais modernos da Argentina. Ademais o estádio foi criado com uma praça de acesso principal, um museu do desporto, área de imprensa e uma comodidade notável em seus acessos. O desenho cumpre com normas FIFA, CONMEBOL e AFA.

## Construção
O orçamento oficial para a construção do estádio começou com $895.214.003,77 (ARS) e o preço do edital foi estipulado em $300.000. Na licitação apresentaram-se três ofertantes para construir o projeto: Astori Estrutura S.A. - Mijovi S.R.L. (UTE), Crisar S.A. e Perales Aguiar.
Em junho de 2019, 65% da estrutura de concreto encontrava-se já instalada, e no mês seguinte iniciou-se com a montagem da estrutura metálica do teto, além de encontrar-se avançadas as obras em esgotos, banheiros e o museu.

## Controvérsia
A construção do estádio recebeu a crítica por ser realizado no meio da crise cambial que açoita ao país e por ser prioridade do governo provincial em vez de abordar a situação de pobreza que existe na província de Santiago deu Estero, que segundo o Instituto Nacional de Estatística e Censos (INDEC), se posiciona em primeiro lugar das províncias em estado crítico de desemprego em nível de toda Argentina.